# 太子庙镇
太子庙镇，是中國湖南省常德市汉寿县下辖的一个乡镇级行政单位。相傳古時有劉姓宗族在此建廟祭祀劉備，爾後改為主祀劉禪，故稱太子廟。
2024年3月29日，将株木山街道的黄福、天星、左家庵、竹子碑、马嘶桥5个居委会成建制划入太子庙镇，将太子庙镇岩嘴居委会和金孔、廖家汊、龙虎、黄河、新堤、五福、黄岭岗7个村委会成建制划入毛家滩回族维吾尔族乡。

## 行政区划
太子庙镇下辖以下地区：
太子庙社区、倒流坪社区、茶横村、排形村、沙洋坪村、龙津村、余家桥村、黄家湾村、涂家段村、缸儿口村、吉庆村、永新村、五里冲村和小塘村。
2024年调整后，太子庙镇下辖太子、倒流坪、黄福、天星、马嘶桥、左家庵、竹子碑7个居委会，太安、排形、涂家段、永兴、吉庆、龙津6个村委会。